# Saint-André-le-Gaz
Saint-André-le-Gaz è un comune francese di 2 567 abitanti situato nel dipartimento dell'Isère della regione dell'Alvernia-Rodano-Alpi.

## Società

### Evoluzione demografica
Abitanti censiti